# Zweifarbiger Buschklee
Der Zweifarbige Buschklee (Lespedeza bicolor) ist eine Pflanzenart in der Gattung Buschklee (Lespedeza). Er ist in Ostasien heimisch und wird gelegentlich als Ziergehölz verwendet.

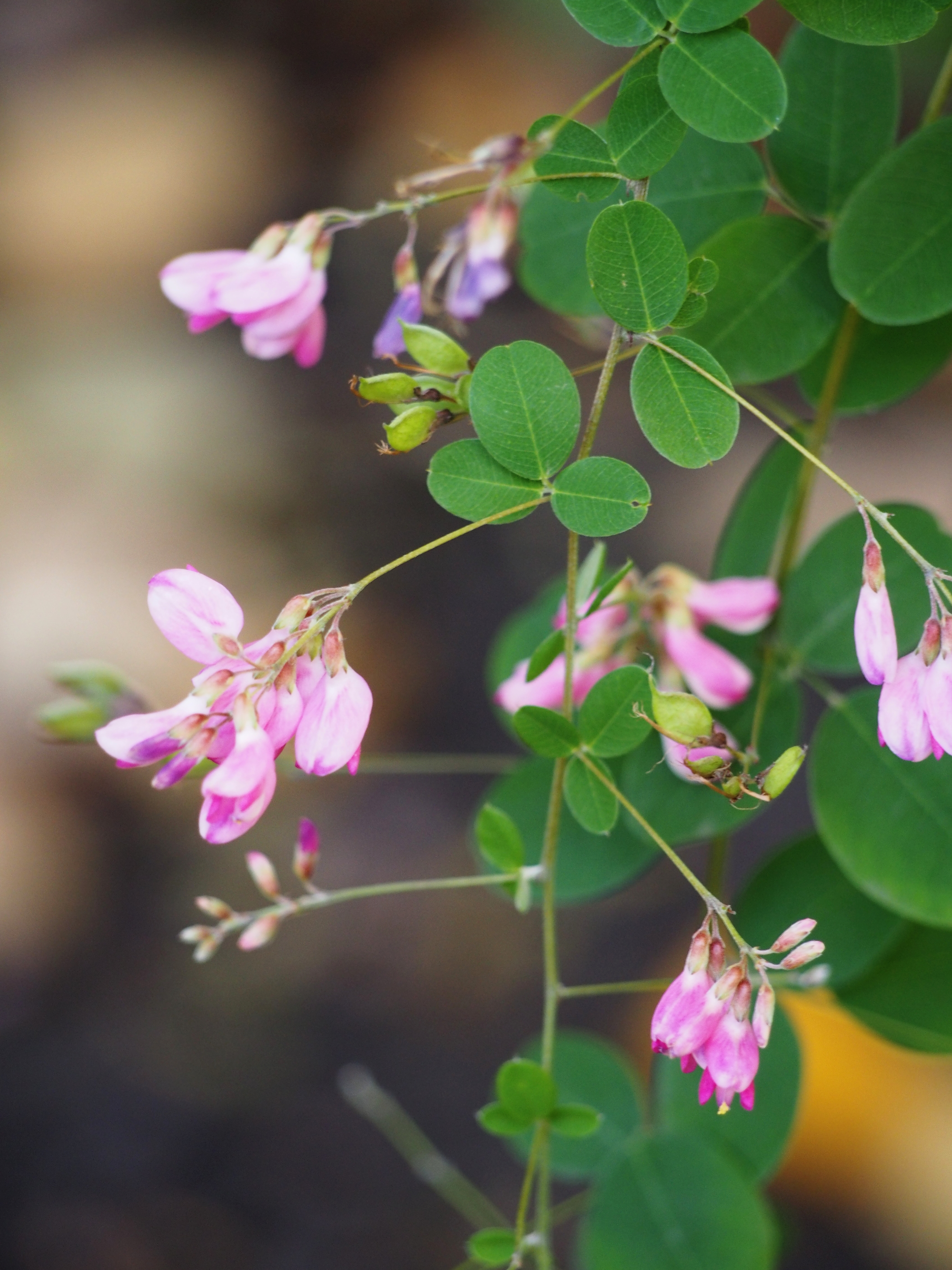
Blätter und Blütenstand

## Beschreibung
Die Pflanze ist ein aufrecht wachsender Strauch, der 1 bis 3 Meter hoch wird. Die Zweige sind leicht behaart. Die Zwergform Lespedeza bicolor 'Yakushima' wird nur 30 bis 50 cm hoch.
Die wechselständigen, gestielten Laubblätter sind dreiteilig, das mittlere Blättchen wird 1,5 bis 6 cm lang und 1 bis 3,5 cm breit. Die Unterseite der eiförmigen bis verkehrt-eiförmigen oder elliptischen, ganzrandigen und abgerundeten bis rundspitzigen manchmal eingebuchteten, stachelspitzigen Blättchen ist hellgrün und behaart. Es sind kleine Nebenblätter vorhanden.
Die purpurnen Blüten erscheinen von Juli bis September in langen, achselständigen, überhängenden Trauben oder Rispen. Der Kelch ist 0,5 cm lang, die freien Zipfel sind kurz. Die Blütenblätter der Schmetterlingsblüten erreichen 1 cm Länge, sie sind purpurn oder selten weiß gefärbt. Die einsamige, behaarte, nicht öffnende Hülse wird 1 × 0,5 cm groß und ist asymmetrisch verkehrt-eiförmig.
Die Chromosomenzahl beträgt 2n = 22, seltener 18 oder 42.

## Verbreitung
Der Zweifarbige Buschklee ist in China weit verbreitet, außerdem im angrenzenden Russland, in Japan, Korea und eventuell in der Mongolei. Er wächst an Waldrändern und in Gebüschen in Höhenlagen von 100 bis 1000 Meter.

## Verwendung
Der Zweifarbige  Buschklee wird angepflanzt, um Erosion zu verhindern. Aus den Samen kann Öl gewonnen werden, die Zweige werden für Flechtarbeiten genutzt, aus den Blättern wird Tee gekocht.
Die Pflanze wird in Mitteleuropa in Parks und Gärten gelegentlich als Zierstrauch kultiviert.

## Systematik
Die Art wurde vom russischen Botaniker Nikolai Stepanowitsch Turtschaninow 1840 in Bulletin de la Société Imperiale des Naturalistes de Moscou Band 13 Seite 69 als Lespedeza bicolor erstbeschrieben.